# 조희철 (래퍼)
조희철은 대한민국의 가수다. 2018년 싱글 [CHEDDA]로 데뷔했다.

## 방송
- 쇼미더머니5 (2016) - Top21

## 음반
- CHEDDA (2018)